# Henry-Louis Mermod
Henry-Louis Mermod, né le 8 mai 1891 à Sainte-Croix, dans le canton de Vaud (Suisse), et mort le 14 avril 1962 à Lausanne, est un éditeur suisse romand.

## Portrait
« D'abord Henry-Louis Mermod semblait quelque chose comme un notable ou un dandy. Coiffé d'un chapeau de feutre assez mou, qui se froisse (on songe à un beignet au sucre), il portait souvent une chemise en lin, un nœud papillon, fait ou délacé, avec une veste de tweed aux larges revers. Son pantalon était toujours impeccablement mis. Ses pieds étaient très serrés dans d'étroites chaussures pointues. Il avait parfois, glissé sous l'aisselle, un énorme portefeuille ou cartable de cuir. Et beaucoup plus que ça, car les premiers mots d'un de ses amis vont à l'ébouriffante élégance de ses costumes anglais. En vérité, c'était un drôle de type. Vers 1925, en pleine jeunesse, il ressemblait dans le canton de Vaud à son aîné le mieux vêtu, le peintre René Auberjonois - une sorte de gentleman-farmer. Quinze ans plus tard, photographié assis dans l'herbe, on l'aurait pris volontiers pour deux autres de ses compagnons, les poètes Ramuz et Roud, quoiqu'il n'eût pas comme eux des joues taillées à la serpe. Il n'avait pas non plus leurs faciès graves. Il se distinguait plutôt par visage poupon ; mais très œuf de Pâques, elliptique, en fait je veux dire : plein d'expressions pouponnes. Coupé de profil il était comme un moineau en plus allongé, les yeux un peu globuleux, les membres agiles et fins. Ni vraiment haut, ni vraiment court, c'était un corps fourré de petits gestes brusques, avec une âme qu'on disait primesautière, très distraite -un absolu coq-à-l'âne dans la conversation. C'est pourquoi son ami, le peintre Pablo Picasso qui avait l'œil et la manie des sobriquets l'avait surnommé "pinsonet", petit pinson, rapport aussi à ce qu'il était attaché à un petit pays (...) »

— Amaury Nauroy, Rondes de nuit

## De l'industrie à l'édition
Né à Sainte-Croix (Suisse) le 8 mai 1891, Henry-Louis Mermod est le fils de Franziska Bender et de Louis-Philippe Mermod, fabricant de montres et de boîtes à musique. Il grandit dans un milieu industriel cultivé. Il se marie à une jeune demoiselle russe, Véra Deborah Machline.
Avocat de formation, il fonde d'abord avec deux de ses frères la Société pour l'industrie des métaux à Lausanne. Puis, dit-on à cause de sa rencontre avec l'écrivain suisse Charles-Ferdinand Ramuz, il décide de fonder en 1926 sa propre maison d'édition. Il commence par publier les œuvres de Ramuz (Sept morceaux, qu'il associe à sept dessins de René Auberjonois). Il édite ensuite Charles-Albert Cingria, Gustave Roud, Pierre-Louis Matthey, ainsi qu'un hebdomadaire, Aujourd'hui (1929-1931). Il accueille les jeunes écrivains, tels Maurice Chappaz, Jacques Chessex, Henri Gaberel et, dès 1946, Philippe Jaccottet.
En 1942, en hommage à la France, il crée la collection du "Bouquet" dans laquelle sont publiés 73 volumes, dont le dernier, La Promenade sous les arbres de Jaccottet (1961), annonce des voies nouvelles.
Il joue un rôle important dans la création de la Guilde du Livre en 1936.
Mécène, collectionneur, dandy, Henry-Louis Mermod fit de sa maison de l'avenue de l'Élysée, à Lausanne, un lieu de rencontre entre écrivains et peintres suisses et français, mais aussi de fêtes (remise du grand prix Schiller à Charles-Ferdinand Ramuz en 1936). Il fut l'un de ceux qui firent connaître l'artiste suisse Louis Soutter enfermé dans un asile de vieillards nécessiteux à Ballaigues, près de Vallorbe, il collectionna bon nombre de ses dessins et, après la mort de l'artiste (en 1942), publia le livre d'art Louis Soutter (en 1961). Son fonds d'archives se trouve aux Archives littéraires suisses à Berne.

## Les principales collections des éditions Mermod
- Œuvres Complètes de Ramuz (1940-1941)
- Pour la poche (1942)
- Bouquet (1942-1961)
- Les Grands Romans étrangers (1943-1946)
- Cahiers Blancs (1945-1947)
- Renard (1946-1949)
- Les Amoureuses (1947-1956)
- Grenade (1948-1952)
- Le Dessin Français (1948-1954)
- Dessins (1957-1960)